# Rock City (singolo Royce da 5'9")
Rock City è un singolo del rapper statunitense Royce da 5'9", con il featuring del rapper statunitense Eminem, pubblicato il 5 gennaio 2002 tramite le etichette E1 Music e Game Recordings come terzo estratto dal suo album di debutto Rock City.

## Video musicale
Il video musicale di Rock City venne registrato il 28 gennaio 2002. Il video comincia con una donna che decide di mettere una canzone di Royce da 5'9'' e gustarsi una tazza di tè, quando ad un certo punto la televisione viene accesa, sulla quale si vede Eminem e Royce da 5'9'' mentre cantano.
Il resto del video mostra Royce da 5'9'' guidare una macchina e mentre canta, mentre Eminem appare solo durante il ritornello. Alla fine del video è visibile anche il rapper americano del gruppo D12, nonché grande amico di Eminem, Proof.

## Tracce
1. "Rock City" (album version, esplicita) (featuring Eminem)
2. "Boom" (album version, esplicita)
3. "She's the One" (album version, esplicita) (featuring Tre Little)
4. "Rock City" (strumentale) (featuring Eminem)